# Bom Jardim (kommun i Brasilien, Rio de Janeiro)
Bom Jardim är en kommun i Brasilien.   Den ligger i delstaten Rio de Janeiro, i den sydöstra delen av landet, 900 km sydost om huvudstaden Brasília. Antalet invånare är 25 398.
Omgivningarna runt Bom Jardim är huvudsakligen savann. Runt Bom Jardim är det glesbefolkat, med 14 invånare per kvadratkilometer.